# 博布里克河 (蘇拉河支流)
博布里克河（烏克蘭語：Бобрик）是烏克蘭的河流，位於該國東北部，屬於蘇拉河的左支流，發源自盧卡舍韋東南面，流經蘇梅州，河道全長13公里，流域面積113平方公里。